# Pancorius tagorei
Pancorius tagorei är en spindelart som beskrevs av Prószynski 1992. Pancorius tagorei ingår i släktet Pancorius och familjen hoppspindlar. Inga underarter finns listade i Catalogue of Life.